# Kourouna
Kourouna (arabiska: كرونة) är en ort i Marocko, som i folkräkningen räknas som stad i landskommunen Temsamane. Den ligger i provinsen Driouch och regionen Oriental, 300 km öster om huvudstaden Rabat. Antalet invånare var 2 585 vid folkräkningen 2014.